# Driss Debbagh
Driss Debbagh, en árabe: إدريس الدباغ, (Marrakech 7 de noviembre de 1921 - 1986), era un marroquí embajador de Italia (1959-1961) y Caballero de la Gran Cruz de la Orden al Mérito de la República Italiana, y un ministro de comercio, de la industria, de la minera y de la marina mercante (desde junio de 1963 a noviembre de 1963). También fue vicepresidente y administrador de Banque Commerciale du Maroc . 
Sharif Driss Debbagh era el hijo de Sharif Tayed ibn Debbagh Brahim y su segunda esposa Zahra bint Mohammed Soussi. Fue habla bereber, árabe, francés, inglés e italiano. Vivió en Francia en la final de los años 40 y recibió una licenciatura en ingeniería química en 1950 de la Escuela Nacional Superior de Artes e Industrias Textiles de Roubaix, Francia. Regresó a Marruecos y se convirtió en el presidente de la Real federación de aeronáutica deportiva en 1957, y presidente de la CJP (Centro de los Jóvenes Patrones), el mismo año. 

## Los matrimonios y el legado
Driss Debbagh había hecho un primer matrimonio con Tami Benjelloun, pero había una hija adoptiva llamada Nadia. 
Después de su divorcio, se casó con Fatna Boukhal en 1976 y han divorcado en 1984.

## Premios
- Caballero de la Gran Cruz de la Orden al Mérito de la República Italiana (en italiano: Cavaliere di Gran Croce Ordine al Mérito della Repubblica Italiana)
- Si bien fue embajador en Roma, S.E. Driss Debbagh recibió una distinción de Papa Beato Juan XXIII. (En italiano: titolo SE)